# مطار هانتشونغ شيغوان
مطار هانزهونغ شيغوان (بالإنجليزية: Hanzhong Xiguan Airport)‏ و(بالصينية: 汉中西关机场) (إياتا: HZG، إيكاو: ZLHZ) مطار عام يقع بمدينة هانتشونغ في شنشي في الصين. يبلغ طول المدرج 1800 م .

## وصلات خارجية
- http://www.flightstats.com/go/Airport/airportDetails.do?airportCode=HZG